# Зелент
Зелент (нім. Selent) — громада в Німеччині, розташована в землі Шлезвіг-Гольштейн. Входить до складу району Плен. Складова частина об'єднання громад Зелент/Шлезен.
Площа — 4,33 км2. Населення становить 1644 ос. (станом на 31 грудня 2020).